# Nadezhda Alekséyeva
Nadezhda ("Nadia") B. Alexeeva (translitera al cirílico Надежда Б. Алексеева) ( 1968 - ) es una botánica y exploradora rusa, que desarrolla actividades académicas en el Departamento de Botánica, en la Universidad de San Petersburgo.

## Algunas publicaciones
- 2005. Lichens from islands in the Russian part of the Gulf of Finland. Folia Cryptog. Estonica, Fasc. 41: 5-12

### Libros
- 1998. Lichen investigations in Western Leningrad Region: on the Islands of the Gulf of Finland. St. Petersburg State University. 240 pp.

- La abreviatura «Alexeeva» se emplea para indicar a Nadezhda Alekséyeva como autoridad en la descripción y clasificación científica de los vegetales.[1]